# Puycelsi
Puycelsi település Franciaországban, Tarn megyében. Lakosainak száma 458 fő (2022. január 1.). Puycelsi Castelnau-de-Montmiral, Larroque, Lisle-sur-Tarn, Salvagnac, La Sauzière-Saint-Jean, Monclar-de-Quercy és Puygaillard-de-Quercy községekkel határos.

## Népesség
A település népességének változása:
| Lakosok száma | 463  | 452  | 448  | 449  | 451  | 452  | 452  | 456  | 458  |
|               | 2013 | 2015 | 2016 | 2017 | 2018 | 2019 | 2020 | 2021 | 2022 |